# Question.VI
Question.Ⅵ(クエスチョン.ブイアイ)は、日本の女性アイドルグループ。略称は、ブイアイである。

## 概要
2025年9月デビュー。
コンセプトは「この6人で解き明かす。世界「?」について」。

## 略歴
2025年
8月1日より公式Xにて、メンバーのマスクアー写とロゴとデビュー日を公開。
8月7日よりメンバーの詳細を毎日1人ずつ公開。
9月17日　デビューライブ。

## メンバー
| 名前                        | 担当色   | 誕生日  | 出身地   | 身長  | 在籍 | 備考                        |
| --------------------------- | -------- | ------- | -------- | ----- | ---- | --------------------------- |
| 七々瀬 リタ （ななせ りた） | 緑       | 7月12日 | 静岡県   | 158cm | 初期 | 元アンチテーゼ              |
| みーあん （みーあん）       | 白       | 1月10日 | 愛知県   | 161cm | 初期 | 元1つ足りない賽は投げられた |
| 白川 れな （しらかわ れな） | 紫       | 9月18日 | 埼玉県   | 160cm | 初期 | 元iiiidolll                 |
| 須藤 れい （すどう れい）   | 赤       | 3月1日  | 神奈川県 | 162cm | 初期 | 元AliceStella               |
| 夏井 るな （なつい るな）   | オレンジ | 9月3日  | 東京都   | 171cm | 初期 | 元notall、Adorable Punch    |
| はちの （はちの）           | 青       | 8月15日 | 埼玉県   | 168cm | 初期 | 元Alcute                    |

## ライブ

### 主催
・GOLDEN BLACK Vol.1(2025年9月17日、渋谷・WWWX)-デビューライブ